# Roczniki Towarzystwa Naukowego w Toruniu
Roczniki Towarzystwa Naukowego w Toruniu – rocznik ukazujący się od 1878 roku w Toruniu. Wydawcą jest Towarzystwo Naukowe w Toruniu. Publikowane są w nim artykuły naukowe, recenzje, materiały dotyczące historii Pomorza. 